# G-Unit
G-Unit je američka hip-hop grupa. Osnovana je na području New York-a. Ime grupe je skraćenica od "Guerrilla Unit" i "Gangsta Unit".

## Povijest sastava
50 Cent, Lloyd Banks i Tony Yayo odrasli su zajedno i živjeli na istom dijelu New York-a, Queens-u.
Nakon što je 50 Cent bio uklonjen sa svoje prijašnje etikete Columbia Records, potpisao je ugovor s Aftermath Records/Shady Records/Interscope-om. Tamo je, nakon uspjeha debi albuma Get Rich or Die Tryin', osnovao G-Unit Records. Grupa je uspjela izdati nekoliko mixtape-ova kao što su 50 Cent Is The Future, God's Plan, No Mercy, No Fear i Automatic Gunfire. G-Unit je također izdao serijal mixtape-ova zvan G-Unit Radio u suradnji s DJ Whoo Kid-om.
2003. Tony Yayo osuđen je na zatvor zbog posjedovanja oružja bez dozvole. Dok je Tony Yayo bio u zatvoru, grupi se pridružio Nashville-ski (Tennessee) rapper Young Buck. 
Prvi studijski album, Beg For Mercy, je izdan 14. studenog 2003. Pošto je bio u zatvoru, Tony Yayo je sudjelovao na samo 2 pjesme.
Drugi se studijski album očekuje 24. lipnja 2008. godine, a bit će izdan pod imenom T.O.S. (Terminate On Sight).

## Diskografija
- 2003.: Beg For Mercy
- 2008.: Terminate On Sight

## Samostalni singli
| Godina | Single                          | Ljestvice    | Ljestvice  | Ljestvice | Ljestvice        | Album              |
| Godina | Single                          | U.S. Hot 100 | \|U.S. R&B | U.S. Rap  | UK Singles Chart | Album              |
| ------ | ------------------------------- | ------------ | ---------- | --------- | ---------------- | ------------------ |
| 2003   | "Stunt 101"                     | 13           | 7          | 5         | 25               | Beg For Mercy      |
| 2003   | "Poppin' Them Thangs"           | -            | 66         | –         | 10               | Beg For Mercy      |
| 2003   | "My Buddy"                      | –            | –          | –         | –                | Beg For Mercy      |
| 2004   | "Wanna Get to Know You" (& Joe) | 15           | 10         | 5         | 27               | Beg For Mercy      |
| 2004   | "Smile"                         | –            | 72         | –         | –                | Beg For Mercy      |
| 2008   | "Rider Pt. 2" 1                 | -—           | 95         | —         | —                | Terminate On Sight |
| 2008   | "I Like the Way She Do It" 1    | 95           | 60         | 23        | —                | Terminate On Sight |